# Philippe Bono
Philippe Bono   (8è districte de París i París, 26 de desembre de 1909 - Le Vésinet, 21 de gener de 1986) va ser un ciclista francès que fou professional entre 1932 i 1937. En el seu palmarès destaquen dues victòries al GP Ouest France-Plouay, el 1932 i 1933.

## Palmarès
- 1932
  - 1r al GP Ouest France-Plouay
  - 1r a la París-Chauny
  - 2n a la París-Arras
- 1933
  - 1r al GP Ouest France-Plouay
- 1936
  - 2n al Circuit de Deux-Sèvres